# Бобровка (Первомайський район)
Бобро́вка (рос. Бобровка) — село у складі Первомайського району Алтайського краю, Росія. Адміністративний центр Бобровської сільської ради.

## Населення
Населення — 3079 осіб (2010; 2851 у 2002).
Національний склад (станом на 2002 рік):
- росіяни — 93 %